# Кукан (посёлок)
Кука́н — посёлок сельского типа в Хабаровском районе Хабаровском крае, административный центр Куканского сельского поселения.

## География
Расположен на западе района, на правом берегу реки Урми, близ впадения в неё реки Кукан. Средняя высота над уровнем моря — 132 м.
Посёлок расположен в предгорье. Каждую весну река заливает всю местность на расстоянии 100—300 метров от берега. Местность в округе болотистая.

## Население
| 2002 | 2010 | 2011 | 2012 | 2021 |
| ---- | ---- | ---- | ---- | ---- |
| 1255 | ↘980 | ↗984 | ↘976 | ↘738 |

## Транспорт
Кукан связан местными дорогами с ближайшим посёлком Догордон и селом Наумовка.
Воздушный транспорт не перевозит пассажиров с начала 2000-х годов, поскольку используется в природоохранных целях. Рейсовое автобусное сообщение прекращено из-за плохого состояния дорог.
Добраться до посёлка можно лишь на внедорожном транспорте по дороге длиной 80 километров от Биробиджана, в основном в зимнее время.
В первую очередь в связи с транспортными проблемами жители Кукана уже несколько лет выступают с инициативой присоединения посёлка к Еврейской автономной области.

## Инфраструктура
В посёлке находится администрация Куканского сельского поселения. Имеются средняя школа, фельдшерско-акушерский пункт, торговые предприятия.

## Уличная сеть
- Анны Акинфиевой
- Комсомольская
- Лесная
- Лесопильная
- Луговая
- Молодёжная
- Набережная
- Низменная
- переулок Низменный
- Новая
- Пионерская
- Победы
- Садовая
- Свободная
- переулок Свободный
- Северная
- Советская
- Сплавная
- переулок Торговый
- Угловая
- Юбилейная[7]

## Достопримечательности
Кукан славен в окрестных местах отличной рыбой и зверьём.